# 高田小次郎
高田 小次郎（たかた こじろう、1847年3月28日〈弘化4年2月12日〉 - 1912年（明治45年）3月28日）は、幕末から明治の武士（鳥取藩士）、銀行家。

## 略歴
因幡国鳥取藩士の高田良蔵の長男として生まれる。
1878年、原六郎や川崎八右衛門 (2代目)、安田善次郎などの協力で、旧主である池田輝知のため東京に第百銀行を開業した。原六郎の後に頭取を務めた。東京貯蔵銀行取締役も兼任した。1912年3月28日死去。享年66。墓所は青山霊園。

## 家族
三男の高田正一は東京護謨工業、商業倉庫、東京倉庫、日本麦酒鑛泉などの役員を務めた実業家となっている。妻の父に目賀田種太郎、同弟に目賀田綱美。